# Masonville (Kentucky)
Masonville è un census-designated place (CDP) degli Stati Uniti d'America, situata nello stato del Kentucky, nella contea di Daviess.